# Shenzhen Open (ATP) 2018 - Qualificazioni singolare
Le qualificazioni del singolare  dello Shenzhen Open 2016 sono state un torneo di tennis preliminare per accedere alla fase finale della manifestazione. I vincitori dell'ultimo turno sono entrati di diritto nel tabellone principale. In caso di ritiro di uno o più giocatori aventi diritto a questi sono subentrati i lucky loser, ossia i giocatori che hanno perso nell'ultimo turno ma che avevano una classifica più alta rispetto agli altri partecipanti che avevano comunque perso nel turno finale.

## Teste di serie
1. Tim Smyczek (spostato nel tabellone principale)
2. Jason Jung (qualificato)
3. Ramkumar Ramanathan (qualificato)
4. Yoshihito Nishioka (qualificato)

1. Tatsuma Itō (qualificato)
2. Filip Peliwo (ultimo turno)
3. Gō Soeda (primo turno)
4. Mohamed Safwat (primo turno, ritirato)

## Qualificati
1. Tatsuma Itō
2. Jason Jung

1. Ramkumar Ramanathan
2. Yoshihito Nishioka

## Tabellone

### Legenda
| - Q = Qualificato - WC = Wild card - LL = Lucky loser | - ALT = Alternate - SE = Special Exempt - PR = Protected Ranking | - w/o = Walkover - r = Ritirato - d = Squalificato |

### Sezione 1
|  | Primo turno | Primo turno     | Primo turno     | Primo turno | Primo turno |  |  | Ultimo turno | Ultimo turno    | Ultimo turno | Ultimo turno | Ultimo turno |  |
|  |             |                 |                 |             |             |  |  |              |                 |              |              |              |  |
|  | Alt         | Bradley Mousley | Bradley Mousley | 7           | 6           |  |  |              |                 |              |              |              |  |
|  | WC          | Sun Fajing      | Sun Fajing      | 62          | 3           |  |  | Alt          | Bradley Mousley | 2            | 0            | r            |  |
|  |             | Federico Gaio   | 6               | 3           | 1           |  |  | 5            | Tatsuma Itō     | 6            | 2            |              |  |
|  | 5           | Tatsuma Itō     | 4               | 6           | 6           |  |  |              |                 |              |              |              |  |

### Sezione 2
|  | Primo turno | Primo turno    | Primo turno    | Primo turno | Primo turno |  |  | Ultimo turno | Ultimo turno   | Ultimo turno   | Ultimo turno | Ultimo turno |  |
|  |             |                |                |             |             |  |  |              |                |                |              |              |  |
|  | 2           | Jason Jung     | Jason Jung     | 6           | 7           |  |  |              |                |                |              |              |  |
|  |             | James Ward     | James Ward     | 4           | 63          |  |  | 2            | Jason Jung     | Jason Jung     | 7            | 6            |  |
|  |             | Brayden Schnur | Brayden Schnur | 6           | 7           |  |  |              | Brayden Schnur | Brayden Schnur | 63           | 2            |  |
|  | 7           | Gō Soeda       | Gō Soeda       | 4           | 5           |  |  |              |                |                |              |              |  |

### Sezione 3
|  | Primo turno | Primo turno         | Primo turno | Primo turno | Primo turno |  |  | Ultimo turno | Ultimo turno        | Ultimo turno        | Ultimo turno | Ultimo turno |  |
|  |             |                     |             |             |             |  |  |              |                     |                     |              |              |  |
|  | 3           | Ramkumar Ramanathan | 3           | 6           | 7           |  |  |              |                     |                     |              |              |  |
|  |             | Max Purcell         | 6           | 3           | 63          |  |  | 3            | Ramkumar Ramanathan | Ramkumar Ramanathan | 6            | 6            |  |
|  | WC          | He Yecong           | 3           | 6           |             |  |  | WC           | He Yecong           | He Yecong           | 1            | 1            |  |
|  | 8           | Mohamed Safwat      | 6           | 6           | r           |  |  |              |                     |                     |              |              |  |

### Sezione 4
|  | Primo turno | Primo turno        | Primo turno        | Primo turno | Primo turno |  |  | Ultimo turno | Ultimo turno       | Ultimo turno       | Ultimo turno | Ultimo turno |  |
|  |             |                    |                    |             |             |  |  |              |                    |                    |              |              |  |
|  | 4           | Yoshihito Nishioka | Yoshihito Nishioka | 6           | 6           |  |  |              |                    |                    |              |              |  |
|  |             | Aleksandr Bublik   | Aleksandr Bublik   | 3           | 4           |  |  | 4            | Yoshihito Nishioka | Yoshihito Nishioka | 6            | 6            |  |
|  |             | Li Zhe             | 2                  | 7           | 2           |  |  | 6            | Filip Peliwo       | Filip Peliwo       | 2            | 0            |  |
|  | 6           | Filip Peliwo       | 6                  | 5           | 6           |  |  |              |                    |                    |              |              |  |